# 동아공업고등학교
동아공업고등학교(東亞工業高等學校)는 대한민국 부산광역시 사하구 괴정동에 위치한 사립 고등학교이다.

## 학교 연혁
- 1963년 1월 14일 : 동아실업고등학교(경남 양산시 물금읍 물금리 95번지)
- 1963년 3월 10일 : 초대 최종천 교장 취임
- 1967년 12월 1일 : 교사 이전(부산시 서구 대신동) 및 학급증설 인가(기계과, 화공과, 임업과, 잠업과 총 12학급)
- 1973년 11월 30일 : 교사 이전(부산시 서구 괴정동 619번지) 및 교명 변경 인가 동아공업고등학교
- 1976년 3월 1일 : 조정부 창단
- 1986년 9월 10일 : 학칙 변경 학급증설 인가(주간부 27학급, 야간부 18학급)
- 1989년 1월 14일 : 학교법인 동아학숙에서 학교법인 동림학원으로 분리 인가
- 2002년 8월 31일 : 학교법인 서원학원으로 변경 설립 인가(이사장 이원길)
- 2003년 9월 1일 : 신축교사 이전(부산광역시 사하구 괴정동 619-46번지), 준공식(11.07.)
- 2006년 2월 8일 : 학교 숲 가꾸기 연구학교 운영(부산시교육청 2004.3.1.- 2006.2.28.)
- 2011년 4월 30일 : 학칙 변경 인가(총 24학급) 신소재공학과(3), 컴퓨터응용기계과(3), 자동차과(2)
- 2011년 8월 30일 : 로봇기계·부품소재 특성화고 지정(부산광역시교육청)
- 2024년 1월 9일 : 제58회 졸업식(총 졸업생수 21,334명)
- 2024년 3월 1일 : 제14대 이경환 교장 취임
- 2024년 3월 4일 : 신입생 입학(입학생 114명)

## 설치 학과
- 기계과
- 자동차과
- 화학공업과

## 참고 자료
- 동아공업고등학교 - 한국교육학술정보원 학교알리미